# Södermanlands runinskrifter 232
Sö 232 är en av de fyra runstenar som finns i byn Trollsta i Sorunda socken på Södertörn. De andra är Sö 233 och Sö 234. Runstenen hittades i 1800-talets slut under golvet i ett boningshus. Den frilades i början på 1900-talet och restes i Trollsta mellangårds trädgård och där står den fortfarande innanför en häck som löper utmed byvägen.
Stenens övre, vänstra del har blivit avslagen och ristningens ytskikt har blivit svårt skadat under tiden som golvsten. Stenens nedre del är bäst bevarad eftersom den biten legat dold under en tröskel. Ornamentiken består av en enkel runslinga som i basen övergår i ett kors.

## Inskrift
Translitterering: + frau:stain : auk : ikul [: raistu stin] : at : þ[urbio]rn : faþur · sih au[k · þoriR · at broþur sin]
Normalisering: Frøystæinn ok Igull ræistu stæin at Þorbiorn, faður sinn, ok ÞoriR at broður sinn.
Nusvenska: Frösten och Igul reste stenen efter Torbjörn, sin fader, och Tore efter sin broder.

## Källa